# وستمینستر (کارولینای جنوبی)
وستمینستر(به انگلیسی: Westminster) شهری در ایالت کارولینای جنوبی کشور ایالات متحده آمریکا است که جمعیت آن در سرشماری سال ۲۰۱۰ میلادی، ۲٬۴۱۸ نفر بوده‌است.